# 하와이 대학교 마노아
하와이 대학교 마노아(영어: University of Hawaiʻi at Mānoa)는 줄여서 UH 마노아로 알려진 미국 하와이주의 공립 대학교이며, 하와이 대학교 시스템 가운데 가장 큰 캠퍼스를 가지고 있다.

## 역사
하와이 대학교 마노아는 1907년에 농업과 기술학을 가르치는 대학으로 세워졌다. 1912년 하와이 대학으로 교명을 변경하였고, 1920년 대학교 지위를 얻어 하와이 대학교로 교명을 변경하였다.

## 대학
하와이 대학교 마노아에는 총 19개의 단과 대학이 있다. 93개의 분야에서 학사 학위를 취득할 수 있으며, 84개 분야에서 석사 학위, 51개 분야에서 박사 학위를 취득할 수 있다.
대학교의 위치를 활용한 해양생물학 연구와 해양학, 수중 로봇 기술, 천문학, 지리학, 농업, 수경법, 열대의학 연구 또한 활발하다. 연구 지원금 가운데 다수는 미국 국방부, 미국 보건후생부, 미국 국립과학재단, 미국 상무부, 미국 항공우주국에서 나온다. 미국 국립과학재단은 공학과 과학 분야의 연방 연구 지원금을 위한 최상위 30개 대학 가운데 하와이 대학교 마노아를 뽑았다.

## 통계
하와이 대학교 마노아의 민족 분포는 백인 25%, 하와이 원주민이나 원주민 혼혈 13%, 일본계 미국인 13%, 필리핀계 미국인 8%, 중국계 미국인 7%이고 기타 출신이 20%를 차지한다.
2012년 세계 대학 학술 순위에서 하와이 대학교 마노아는 미국의 에모리 대학교, 영국의 런던 정치경제대학교, 대한민국의 서울대학교, 중국의 칭화 대학 등과 함께 101-150위권을 기록했다. 매년 미국의 대학 순위를 발표하는 주간 잡지 US News & World Report에서는 156위를 기록하였다.

## 운동부

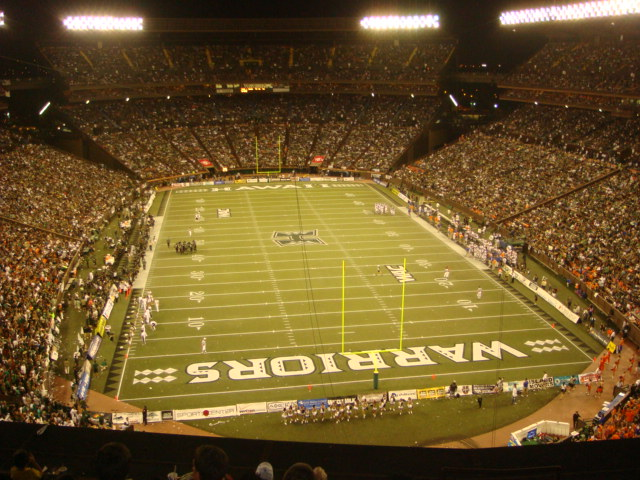
하와이 대학교 마노아 미식축구부의 홈 경기장인 알로하 경기장

하와이 대학교 마노아는 하와이주에 있는 대학교 가운데 유일하게 전미 대학 경기 협회의 최상위 디비전인 디비전 I에서 활약한다. 야구와, 미식축구부, 농구부, 배구부가 있고, 대부분의 남자 운동부 팀은 워리어(Warriors)로 알려져 있으며, 여성 운동부 팀은 레인보우 와히니(Rainbow Wahine)로 알려져 있다.

## 주요 동문

### 같이 보기
- 스탠 세어러프 센터